# Битва при Ла-Альбуэра
Битва при Ла-Альбуэра — сражение Пиренейской войны, произошедшее 16 мая 1811 года. Британские, испанские и португальский корпуса совместно сражались с частями французской Южной армии (Armée du Midi) в небольшой испанской деревушке Ла-Альбуэра, около 20 км к югу от пограничного города-крепости Бадахос.
С октября 1810 года Португальская армия маршала Массены всё более увязала в безнадёжном противостоянии с силами союзников под командованием Веллингтона, благополучно укрепившимися за линиями Торрес-Ведрас. Действуя по приказу Наполеона, в начале 1811 года маршал Сульт повёл французские силы из Андалусии в Эстремадуру, стремясь отвлечь войска союзников от линий и облегчить тяжёлое положение Массены. Информация Наполеона была устаревшей, и вмешательство Сульта произошло слишком поздно; из-за голода и истощения армия Массены уже уходила в Испанию. Сульт смог захватить у испанцев стратегически важную крепость в Бадахосе на границе между Испанией и Португалией, но был вынужден вернуться в Андалусию после поражения в марте маршала Перрена в битве при Барросе. Однако Сульт оставил Бадахос сильно защищённым. В апреле, после известий о полном уходе Массены из Португалии, Веллингтон направил мощную англо-португальскую армию под командованием сэра Уильяма Бересфорда для захвата пограничного города. Союзники вытеснили бо́льшую часть французов из окрестностей и начали осаду Бадахоса.
Сульт быстро собрал новую армию из французских войск в Андалусии и, объединившись с отступавшими перед Бересфордом войсками, подошёл, чтобы снять осаду. Имея разведданные о другой приближающейся силе — испанской армии под командованием генерала Хоакина Блейка — он планировал опрокинуть фланг Бересфорда и вклинить свою армию между армиями противника. Однако Сульт снова действовал на основе устаревшей информации: испанцы уже успели соединиться с англо-португальским корпусом, и теперь 24 000 французов противостояли объединённой армии союзников в 35 000 человек.
Противоборствующие армии встретились в деревне Ла-Альбуэра. Обе стороны сильно пострадали в последовавшей битве, и французы наконец отступили 18 мая. Армия Бересфорда была слишком истощена, чтобы преследовать её, но смогла снова осадить Бадахос. Несмотря на то, что Сульт не смог освободить город, битва не имела стратегического влияния на войну. Всего через месяц, в июне 1811 года, союзники были вынуждены отказаться от своей осады под натиском восстановленных французских армий Португалии и Андалусии.

## Предыстория
Несмотря на свою победу над частями Армии Португалии маршала Андре Массены в сентябре 1810 года в битве при Бусаку, последующий манёвр Массены заставил герцога Веллингтона увести свои численно уступающие силы за обширную серию укреплений, которые он подготовил вокруг Торрес-Ведрас для защиты подступов к Лиссабону. К 10 октября 1810 года только дивизия британской лёгкой пехоты и некоторые кавалерийские патрули оставались за пределами линий. Веллингтон укомплектовал оборонительные сооружения «второстепенными войсками» — 25 000 португальских ополченцев, 8000 испанцев и 2500 британских морских пехотинцев и артиллеристов, — держа свою основную армию британских и португальских регулярных войск рассредоточенными, чтобы быстро встретить нападение французов на любой точке линий.
Португальская армия Массены сосредоточилась вокруг Собрала, по-видимому, готовясь к атаке. Однако после ожесточённой стычки 14 октября, когда сила линий стала очевидной, французы предпочли укрепиться, нежели начать дорогостоящую полномасштабную атаку. Они оставались в окопах в течение месяца, прежде чем вернуться на позицию между Сантареном и Риу-Майор. После ухода Массены Веллингтон переместил 2-ю дивизию под командованием генерал-лейтенанта Хилла вместе с двумя португальскими бригадами и отрядом драгунов на другой берег Тахо, чтобы защитить равнины Алентежу — как от Массены, так и от возможной атаки из Андалусии французской Южной армии.

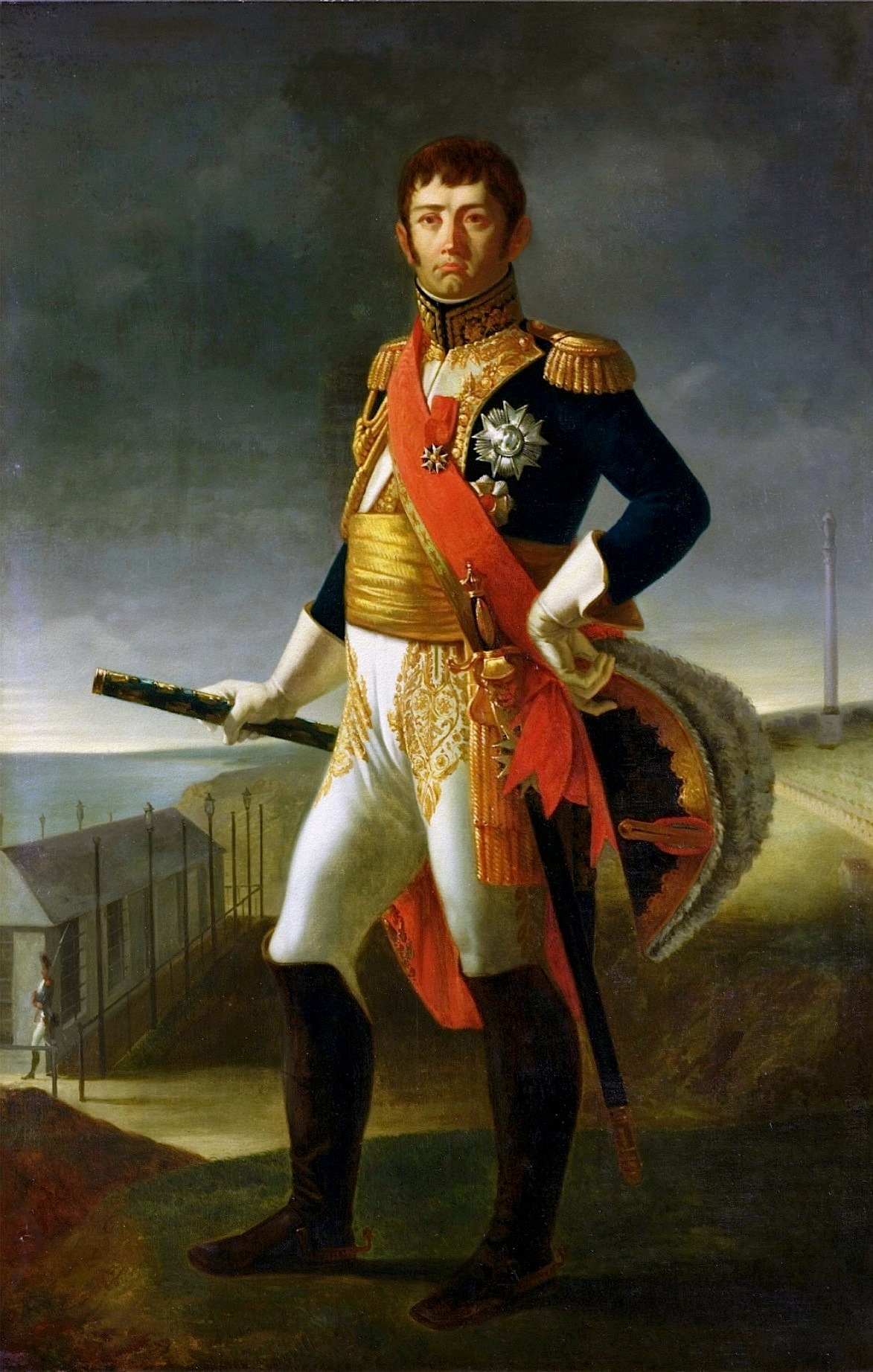
Жан де Дьё Сульт

Наполеон ранее уже отправлял послания командующему Южной армией маршалу Сульту, призывая его направить помощь Массене. Приказы императора основывались на устаревших разведданных и предполагали отправку лишь небольших сил; к тому времени, когда Сульт получил их, ситуация значительно изменилась. Сульт теперь знал, что успешная атака на Лиссабон указанными в приказе войсками была не в его силах — между его армией и португальской столицей было 30 000 человек союзных войск и шесть крупных крепостей, — но он, тем не менее, получил приказы и чувствовал себя обязанным что-то сделать. Поэтому он собрал армию из 20 000 человек, в основном из V-го корпуса, и начал экспедицию в Эстремадуру со скромной целью захватить крепость в Бадахосе и, если получится, оттянуть хотя бы часть союзных войск от их неприступных позиций на линиях Торрес-Вердес. Вместе с V-м корпусом в этом предприятии участвовали также пехота и кавалерия I корпуса маршала Викто́ра, который в то время осаждал Кадис. Сульт приказал, чтобы солдаты Виктора пополнили V-й корпус; Виктор был категорически против этого, поскольку это бы сильно ослабило его собственные силы, оставив ему всего 15 000 человек, осаждающих город, против 26 000 солдат союзников.
После успешной кампании в Эстремадуре 27 января 1811 года Сульт начал блокаду Бадахоса. Почти сразу же в окрестности прибыла испанская армия Эстремадуры с 15 000 военнослужащими под командованием генерала Мендисабаля. Армия Сульта, слишком маленькая, чтобы окружить Бадахос, не смогла помешать Мендисабалю отправить 3000 человек на укрепление крепости, а остальных на высоты Сан-Кристобаля. Это представляло серьёзную угрозу для французов, поэтому Сульт сразу же начал действовать. В последовавшей битве при Геборе французы нанесли сокрушительное поражение испанской армии, убив 1000 и взяв в плен 4000 человек; французские потери составили всего 400 человек. Остатки разбитой армии Мендисабаля бежали в Бадахос и в Португалию.
Гарнизон Бадахоса, под умелым командованием генерала Рафаэля Менахо, первоначально оказал сильное сопротивление, и к 3 марта французы добились весьма скромных успехов в осаде могущественной крепости. Однако в тот день Менахо был убит на городской стене случайным выстрелом. Командование гарнизона перешло к бригадному генералу Хосе Имасу, достаточно посредственному военачальнику, и испанская защита начала ослабевать. Стены были окончательно взломаны 10 марта. Сульт стремился окончить осаду, узнав, что распадающаяся армия Массены, страдающая от болезней, голода и необычайно суровой португальской зимы, отступила из Португалии. Обеспокоенный тем, что британцы теперь могут беспрепятственно направить войска для освобождения Бадахоса, Сульт отправил в город делегацию с требованием капитуляции гарнизона. Имас капитулировал, и французы захватили крепость 11 марта.
12 марта известие о поражении Викто́ра в битве при Баррозу достигло Сульта, и он покинул Бадахос, чтобы вернуться в Андалусию, опасаясь, что осада Кадиса была снята. Добравшись до Севильи 20 марта, он с облегчением обнаружил, что осадные рубежи всё ещё держатся, а Андалусия остаётся под французским контролем. Перед отъездом Сульт упрочил свои завоевания в Эстремадуре, выставив в Бадахосе гарнизон в 11 000 человек под командованием маршала Эдуара Мортье.

## Перед битвой

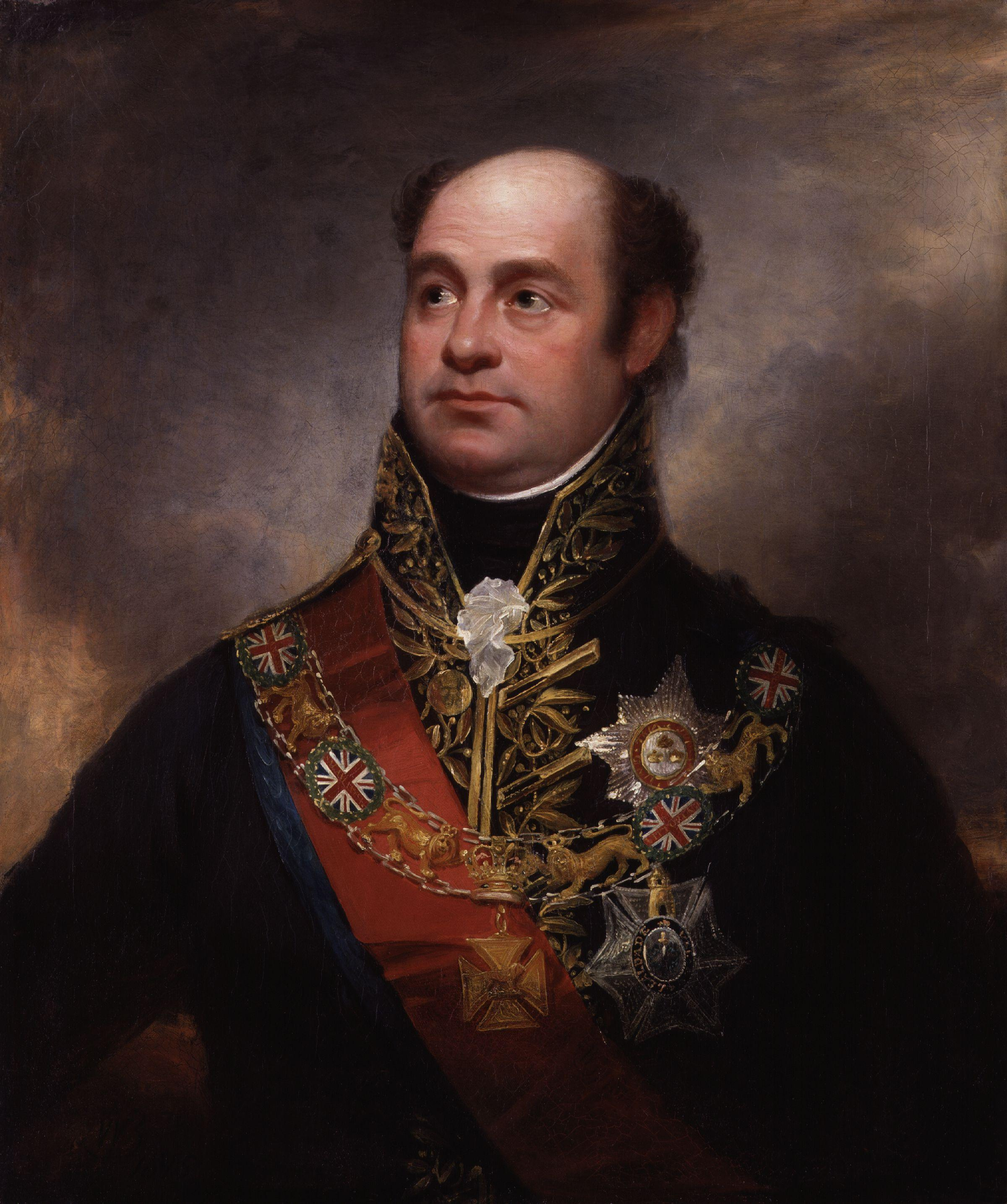
Уильям Карр Бересфорд

Союзники вскоре узнали об укреплении Сультом Бадахоса. После ухода Массены в Испанию угроза с его стороны ослабла, и Веллингтон приготовился отправить 2-ю и 4-ю дивизии (теперь под командованием генерала Уильяма Бересфорда), чтобы снять осаду. Приказы были впервые изданы 8 марта, но были отменены на следующий день из-за ложных сообщений о том, что Массена планирует бой в Томаре. После дальнейших задержек из-за того, что двум дивизиям Бересфорда нужно было перегруппироваться, 15 марта освободившимся силам было приказано спешить в Бадахос. Примерно в это же время Веллингтон получил известие о сдаче города; срочность задачи уменьшилась, и экспедиция Бересфорда могла продолжаться более умеренными темпами.

### Мортье готовится к атаке
Маршал Эдуар Мортье, командующий гарнизоном Бадахоса, с выгодой использовал задержку союзников. Оставив шесть батальонов для удержания крепости, в начале марта он двинулся на близлежащий португальский города Кампу-Майор, имея около 7000 человек и три батареи, позаимствованные из осадного обоза в Бадахосе. 14 марта французы захватили отдалённый форт Сан-Жуан (в первую же ночь их прибытия), но взять крепость Кампу-Майор оказалась куда сложней. Несмотря на то, что её обороняли всего 800 ополченцев и Ordenanças (португальское регулярное ополчение) под командованием майора Хосе Талайя, город продержался семь дней, сдавшись только после того, как весь фасад бастиона рухнул под обстрелом артиллерии Мортье. Мортье также послал два кавалерийских полка под командованием генерала Мари Виктора Николя Латур-Мобура, чтобы осадить Альбуркерке; 6-тысячный гарнизон быстро сдался, и французам не потребовалось присылать подкрепление.
Длительная оборона майором Талайя крепости Кампу-Майор позволила дивизиям Бересфорда прибыть до того, как захваченная крепость была срыта. Вернувшись в Бадахос после успешной кампании в Португалии, Мортье оставил один пехотный и три кавалерийских полка в Кампу-Майор под командованием Латур-Мобура, чтобы разрушить его оборонительные сооружения; появление Бересфорда 25 марта застало французов врасплох. Однако, несмотря на то, что союзники имели в своём распоряжении 18 000 военнослужащих, Латур-Мобур спокойно построил свои войска и отступил в сторону Бадахоса. Бересфорд послал за французами 1500 кавалеристов под командованием бригадного генерала Роберта Лонга. Бо́льшая часть французской кавалерии была отброшена атакой 13-го лёгкого драгунского полка; затем, однако, плохо скоординированное преследование сил Латур-Мобура прекратилось. Это позволило французам почти без потерь благополучно достигнуть Бадахоса. Впоследствии причина этой неудачи была стала предметом разногласий между сторонниками бригадного генерала Лонга и генерала Бересфорда.

### Союзники окружают Бадахос
Теперь Бересфорд приступил к задаче размещения своей армии для окружения Бадахоса, но ряд неудач задержал продвижение союзников в Испанию. На пути следования Бересфорда лежала Гвадиана, главная река Испании и Португалии, по которой частично проходит их граница. Веллингтон пообещал предоставить испанские понтоны для постройки моста, но они так и не прибыли. Вместо этого пришлось до 3 апреля строить импровизированный мост из подручных материалов. Кроме того, обещанная Бересфорду провизия из города Эштремош была съедена остатками армии Мендисабаля из Эстремадуры, которая обосновалась в этом регионе после их разгрома Сультом в начале года. Войскам Бересфорда в конечном итоге пришлось добывать продовольствие в городе-крепости Элваш, чтобы прокормить себя. Наконец, обувь 4-й дивизии была полностью изношена после двухнедельного перехода, а доставка новой из Лиссабона заняла неделю. Эти задержки дали гарнизону Бадахоса время для работы над укреплениями, благодаря чему до 3 апреля их удалось починить. 4 апреля Бересфорд отправился дальше, но внезапное наводнение снесло его самодельный мост через Гвадиану, из-за чего авангард союзников застрял на восточном берегу. Это могло стать губительным для Бересфорда, но Мортье был отозван в Париж, оставив Латур-Мобура командовать в Бадахосе; тот был больше озабочен восстановлением обороны крепости, чем противостоянием с союзной армией. После незначительного успеха, связанного с захватом целого эскадрона лёгких драгун, Латур-Мобур отступил перед превосходящими силами Бересфорда, оставив 3000 человек в гарнизоне Бадахоса и 400 в Оливенсе.

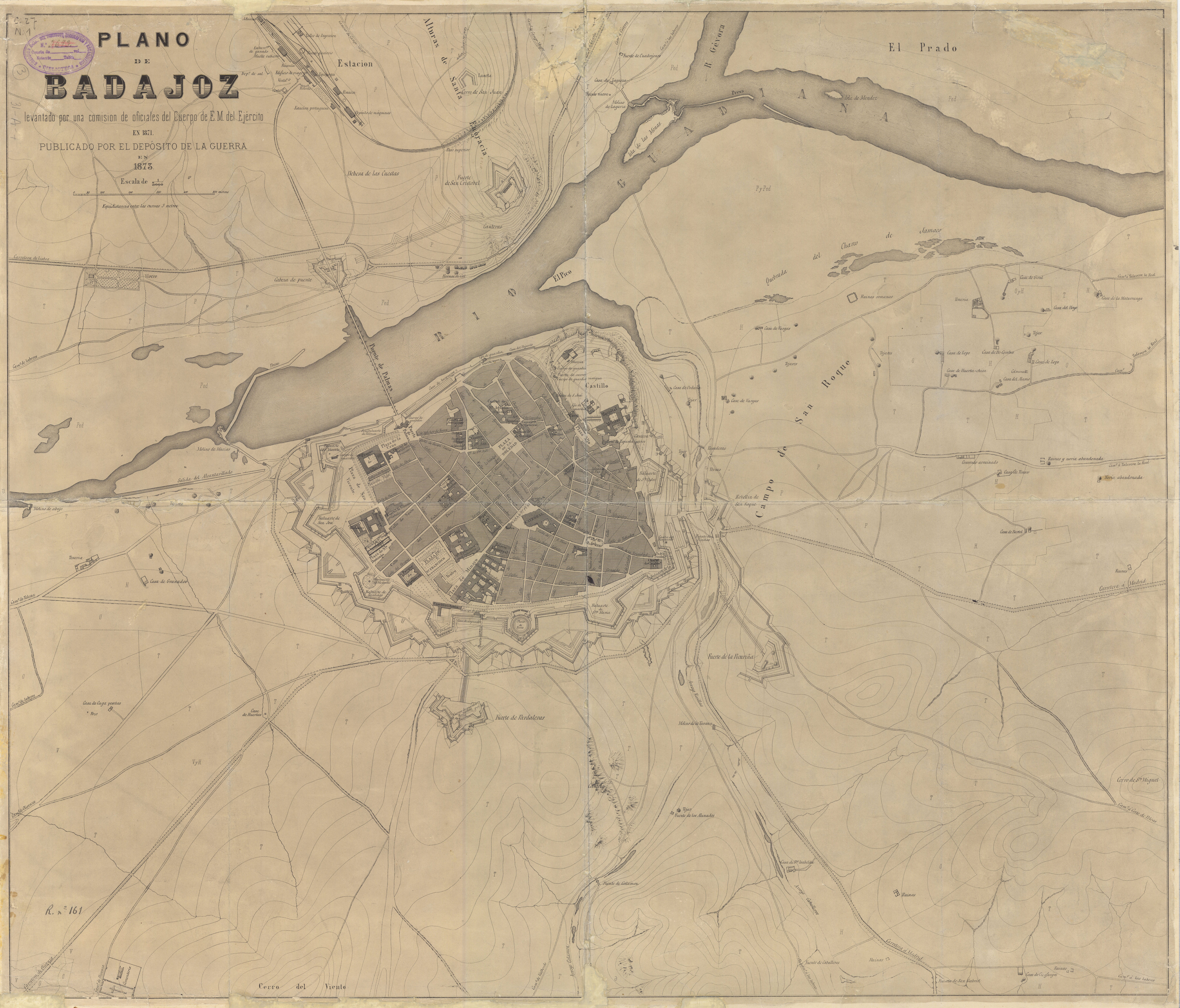
Карта Бадахоса (1873 г.)

К 8 апреля новые мосты были прокинуты через Гвадиану, а на следующий день армия Бересфорда подошла к Оливенсе; теперь они пересекли границу и находились в 24 километрах к югу от Бадахоса. В то время как британская 4-я дивизия осадила оставленный там небольшой французский гарнизон, основная армия союзников следовала за Латур-Мобуром на юг, направляя войска для наблюдения за гарнизоном Бадахоса из Вальверде и Ла-Альбуэра. Бересфорд объединил свои силы с остатками испанской армии Эстремадуры (под командованием генерала Кастаньоса), что добавило ему 3000 пехотинцев и 1000 кавалеристов. 15 апреля Оливенса сдалась 4-й дивизии, что технически позволяло Бересфорду приступить к более важной задаче - осаде Бадахоса. Тем не менее, ни Бересфорд, ни Веллингтон не снабдили войска осадной артиллерией, поэтому нужно было импровизировать на месте. Было принято решение собрать достаточное количество артиллерийских орудий различного качества и года выпуска из крепости Элваш, но это вызвало новую задержку в действиях союзников. Бересфорд воспользовался этой задержкой для того, чтобы очистить южную Эстремадуру от французских войск, и Латур-Мобур был отброшен к Гуадальканалю. Бересфорд оставил свою кавалерию и бригаду под командованием подполковника Джона Колборна вместе с отрядом испанской кавалерии, чтобы наблюдать за движениями Латур-Мобура и не дать ему вернуться в Эстремадуру. Веллингтон был настолько обеспокоен отсутствием прогресса, что решил нанести краткосрочный визит. 22 апреля он вместе с Бересфордом провёл разведку Бадахоса, и перед отправкой на север подготовил для Бересфорда подробный меморандум о том, как следует провести предстоящую осаду и остальную часть кампании. Бересфорд медленно, но верно следовал инструкциям и, наконец, 4 мая начал осаду Бадахоса.
Положительным событием для союзников стало появление в регионе ещё одной испанской силы. Испанское регентство из Кадиса послало по морю в Аямонте (в устье Гвадианы) генерала Хоакина Блейка с двумя дивизиями под командованием Хосе Паскуаля де Зайс-и-Чакона и Мигеля де Лардисабаль-и-Урибе. Высадившись 18 апреля, армия Блейка присоединилась к генералу Франсиско Бальестеросу в испанском городе Херес-де-лос-Кабальерос.
Хотя Блейк сам был членом испанского регентства, в военной иерархии он был младшим по отношению к Кастаньосу (но старшим по отношению к Бальестеросу). Поэтому он не возражал, когда генерал Кастаньос согласился с тем, что маршал Бересфорд, который был младше Кастаньоса по званию, должен командовать объединёнными армиями союзников во всех сражении, потому что в англо-португальских силах было больше людей.

### Армии собираются
С того момента, как французы были вынуждены отступить перед Бересфордом, Сульт знал, что Бадахос подвергается риску, и он был полон решимости не потерять единственное приобретение своей зимней кампании. К 9 мая он почувствовал, что время истекает, поэтому он отправился в Бадахос со всеми солдатами из I-го корпуса и IV-го корпуса Южной армии, которых он смог освободить от осады Кадиса и оккупации остальной Андалусии. Вместе с войсками V-го корпуса на андалузской границе под командованием Латур-Мобура, Сульт имел около 23 000 человек и 35 артиллерийских орудий, двигающихся в сторону Бадахоса. Его армия была намного меньше, чем у союзников, но он надеялся, что качество его войск скомпенсирует его малочисленность.
12 мая Бересфорд получил сообщения от испанских патриотов в Севилье, которые сообщали об отъезде Сульта. Бересфорд продолжал притворяться, что осаждает Бадахос, отправив безуспешное требование о капитуляции французскому командиру во второй половине того же дня, но теперь он понял, что у него не будет времени закончить осаду, поэтому он отдал приказ о снятии осадных орудий. 13 мая испанская конница, прикреплённая к бригаде Колборна, вступила в контакт с французскими силами, и в соответствии с апрельскими приказами Веллингтона они отступили, сообщив Бересфорду о новой позиции Сульта. Позже в тот же день британская кавалерия Лонга также столкнулась с наступающими французами и поспешно отступила; хотя Лонг тоже следовал приказам Веллингтона не вступать в бой, Бересфорд посчитал, что его уход несколько преждевременен, поскольку Лонг мог бы задержать французов.

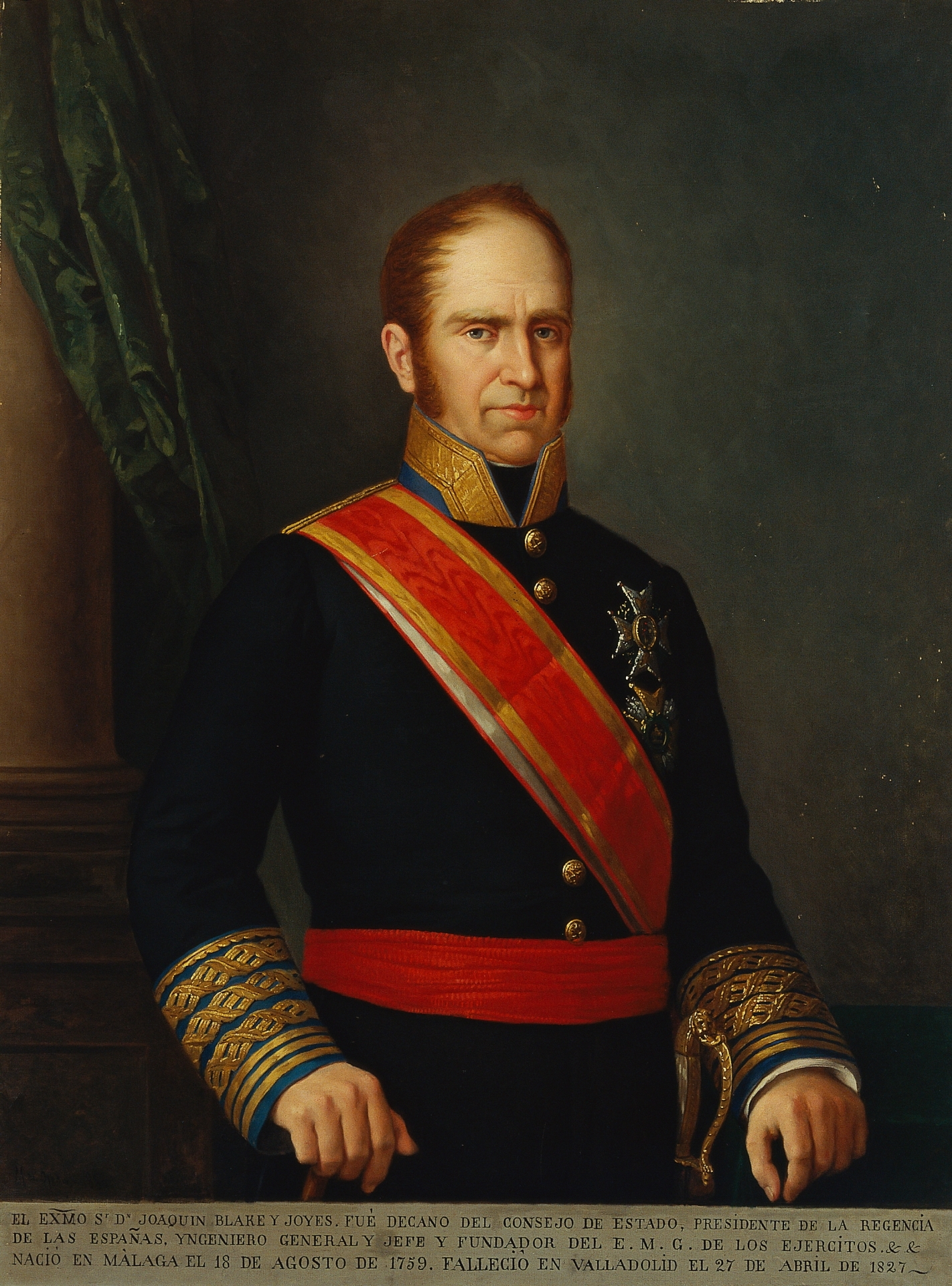
Испанский командующий Хоакин Блейк-и-Хойес.

Также 13-го числа Бересфорд перевёл 2-ю британскую дивизию, португальскую дивизию генерал-майора Джона Гамильтона и три артиллерийские батареи из Бадахоса в Вальверде — идеальное место для наблюдения за тремя возможными маршрутами подхода Сульта. Приказы Веллингтона предоставили Бересфорду полное право выбирать, бороться ему с Сультом или отступать, и лично он был склонен к последнему. Однако, когда Бересфорд 14 мая встретился в Вальверде с Блейком и Кастаньосом, двумя старшими испанскими генералами, он позволил им убедить себя, что численное превосходство армии союзников над Сультом оправдывает риск битвы. Лидеры союзников также согласились сконцентрироваться в Ла-Альбуэра, которая была выбрана Веллингтоном как наиболее подходящее место для попытки противостоять наступлению французов, стремящихся освободить Бадахос.
К 15 мая Бересфорду стало ясно, что Сульт выбирает центральный маршрут в Бадахос, который проходит через Санта-Марту и деревню Ла-Альбуэра. Он внёс дополнительные коррективы, переместив 2-ю дивизию и португальцев Гамильтона для защиты деревни, где к ним присоединились бригада фон Альтена (Королевский Германский легион) и ещё одна португальская бригада, состоящая из гарнизона и лёгких войск, временно сформированных для кампании. Планы Сульта стали ещё яснее, когда его егеря-шассёры и гусары напали на кавалерию Лонга в Санта-Марте — Лонг снова отступил с необоснованной, по мнению Бересфорда, поспешностью. Генерал-майор Уильям Ламли занял пост Лонга в качестве командира кавалерии союзников. Причины этого в разных источниках указаны различные: некоторые утверждают, что это произошло из-за некомпетентности Лонга, а другие утверждают, что просто из-за старшинства Ламли. Непосредственной причиной решения Бересфорда, похоже, было предложение самого Лонга, что назначение Ламли решит вопросы старшинства, возникшие между Лонгом и командирами испанской кавалерии. Фактическая смена командования произошла только утра 16-го, когда Ламли прибыл на поле битвы.
В тот день стычек больше не было, поэтому Бересфорд смог завершить свои перемещения. Фронт позиции союзников определялся рядом небольших водотоков, протекающих с юга на север. Два из них, ручьи Ногалес (иногда называемый Ферия) и Чикапьерна, встречаются к югу от деревни, образуя реку Альбуэра, но ни один из них не был труднопреодолимым препятствием, и саму реку можно было пересечь по двум мостам или вброд. Люди фон Альтена были размещены в самой Ла-Альбуэра, в то время как дивизия Гамильтона вместе с большей частью португальской кавалерии сформировала левое крыло союзников к северу от деревни, а 2-я дивизия генерал-майора Уильяма Стюарта заняла позицию на холме к западу от Ла-Альбуэра. Правое крыло союзной армии было сформировано четырьмя испанскими пехотными дивизиями Кастаньоса и Блейка, а кавалерия и артиллерия союзников вместе с 4-й дивизией обеспечили сильный стратегический резерв. К западу от Чикапирны и Альбуэры идёт подъём к низкому безлесому хребту, идущему с севера на юг, увенчанному несколькими холмами, которые становятся всё выше и выше к югу. После битвы Бересфорд подвергся жёсткой критике за то, что не занял две из этих вершин, первая из которых находится примерно в одной миле к юго-западу от деревни, а вторая примерно в полукилометре южнее.
Подразделения Блейка задержались и прибыли только около полуночи 15-16 мая, хотя они были на месте к началу сражения позже тем утром. Тем временем 4-я дивизия Лоури Коула и испанская бригада Де Эспаньи отправились из Бадахоса в Ла-Альбуэра рано утром 16 мая.
Тем временем Сульт строил свои собственные планы. Он знал, что Блейк намеревается объединить свои силы с Бересфордом, но думал, что испанские дивизии ещё в нескольких днях пути. Основываясь на этой ошибочной предпосылке, Сульт решил опрокинуть южный фланг союзников, тем самым вбив клин между двумя частями армии Бересфорда. Сульт надеялся, что в результате он сможет побеждать своих противников по очереди, преодолев сначала силы Бересфорда, а затем повернуть на юг, чтобы разобраться с дивизиями Блейка.

## Битва

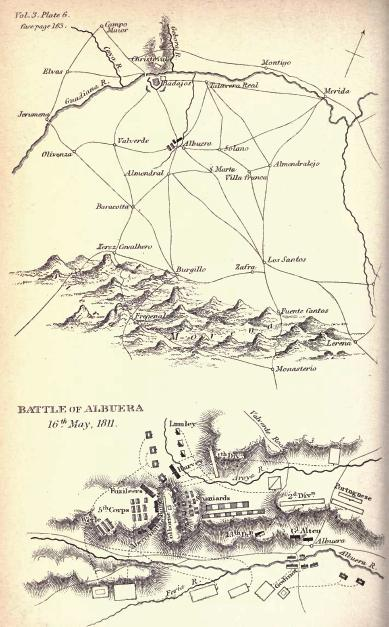
Карта битвы, из «Истории Пиренейской войны» Нейпира

Бересфорд разместил свои войска на обратных склонах холмов, расположенных в районе поля битвы; не видя армию союзников, Сульт всё ещё не знал, что испанские дивизии Блейка подошли ночью. Таким образом, утром 16 мая 1811 года маршал предпринял попытку опрокинуть правый фланг союзников. Чтобы подойти к деревне Ла-Альбуэра напрямую, французы должны были пересечь реку Альбуэра по небольшому мосту, и первый шаг Сульта состоял в том, чтобы начать отвлекающий удар в этом направлении. Он послал пехотную бригаду Годино, фланги которой прикрывала лёгкая кавалерия Бриша при поддержке артиллерии, через мост к деревне. Четыре взвода лансьеров из польского Вислинского легиона также пересекли реку, но были отброшены 3-м драгунским гвардейским полком. Португальская орудийная батарея была размещена так, чтобы прикрывать подступы к мосту, и по мере продвижения стрелков Годино они вступали в бой с батальонами фон Альтена, которые защищали Ла-Альбуэра.
В то же время две бригады драгунов и пехотная бригада Верле появились слева от Годино, выйдя из оливковой рощи перед позицией Блейка, справа от фон Альтена. Увидя большую концентрацию французских войск, угрожающих деревне, командиры союзников проглотили наживку именно так, как планировал Сульт, и послали подкрепление на помощь фон Альтену.

### Французская фланговая атака
Пока союзники готовились к лобовой атаке по центру и справа, Сульт готовил свой настоящий удар. Две дивизии V-го корпуса генералов Жирара и Газана, перед которыми шла кавалерийская бригада, повернули налево, чтобы начать фланговое движение — их передвижение было скрыто оливковым лесом, и союзники узнали о них только тогда, когда четыре французских кавалерийских полка вырвались с южного края леса, пересекли два ручья и разбросали испанскую конницу Лоя справа от линий Бересфорда. Встревоженный Бересфорд поехал вперёд, чтобы наблюдать за французскими манёврами; когда кавалеристы Годино и бригада Верле начали передвигаться от Ла-Альбуэра к тылу Жирара, стали ясны истинные намерения Сульта.
Бересфорд немедленно издал новые распоряжения. Он приказал Блейку развернуть переднюю шеренгу к приближающимся французам. Кавалерия Ламли была отправлена для поддержки Лоя и удержания правого фланга Блейком, в то время как 2-я дивизия Стюарта была отправлена южнее их текущего местоположения за Ла-Альбуэра, чтобы занять новую позицию за Блейком в готовности оказать в случае необходимости поддержку. 4-й дивизии Коула было приказано собраться позади кавалерии, а португальцы Гамильтона перебрались в центр союзников, чтобы удерживать Ла-Альбуэра и действовать в качестве резерва.
Блейк, однако, не последовал приказу Бересфорда; он всё ещё считал, что французская атака пойдёт с фронта. Сохраняя свою передовую шеренгу на месте, он вместо этого переместил четыре батальона из дивизии Зайса, чтобы сформировать новый фронт, выходящий на юг. Зайс развернул эти батальоны двумя группами. Два батальона королевской испанской гвардии были построены шеренгой на вершине крутого уклона, в то время как оставшиеся два сформировали тесные колонны позади них; единственная батарея испанской артиллерии поддержала их.
Бересфорд, услышав о самовольстве Блейка, поехал назад, чтобы лично контролировать операцию. Он объединил все батальоны Зайса вместе, сформировав передовую шеренгу из четырёх батальонов. Затем он послал приказы Лардисабалю прислать три своих батальона для поддержки правого фланга Зайса, а Бальестеросу — ещё два в поддержку левого фланга. Однако это подкрепление не успело вовремя, чтобы встретить первую французскую атаку — четыре батальона Зайса должны были в одиночку сдерживать две дивизии французов.

### Тонкая испанская шеренга
Пока Бересфорд передислоцировал свою армию, «величественный ход полностью изменил французский фронт». Две бригады драгунов галопом переместились позади V-го корпуса и присоединились к кавалерии Латур-Мобура слева. В то же время дивизия Верле объединилась с арьергардом V-го корпуса, став французским резервом. Сульт сконцентрировал всю свою пехоту, за исключением 3500 человек Годино, которые всё ещё сражались в Ла-Альбуэра, и всю свою кавалерию, за исключением лёгкой конницы Бриша, в один фронт, наступающий на правый фланг Блейка.
Две дивизии V-го корпуса одна за другой наступали на позиции Зайса. Первая из них, под командованием Жирара, двигалась в рассыпном строю: четыре батальона в колонне, по обе стороны от которых находилось по батальону в шеренге и по полтора батальона в колонне, в то время как дивизия Газана двигалась в колоннах побатальонно. Тиральеры Жирара атаковали строй Зайса, который постепенно таял. Когда главная колонна Жирара подошла примерно на 50 метров к испанцам, шедшие в первых рядах разделились влево и вправо, и батальоны позади них открыли огонь. Испанцы удерживали свои позиции, обмениваясь залпами с французами, и в конечном итоге отразили первую атаку Жирара.
Несмотря на отчаянное сопротивление солдат Зайса, возможно, лучших войск в испанской армии в то время, их медленно теснили французы. Однако они продержались достаточно долго, чтобы подошли Бальестерос, Лардисабаль и 2-я дивизия Стюарта. Стюарт выдвинул вперёд 1-ю бригаду Джона Колборна, за которой следовали две другие бригады дивизии. 3-й пехотный полк, также известный под прозвищем «Баффы» (англ. The Buffs, букв. «буйволокожие») шёл впереди, за ним следовали 48-й и 66-й. Бригада Колборна построилась слева от французов и при поддержке батареи пушек германского легиона британцы открыли огонь, заставив два фланговых батальона Жирара повернуться к ним, чтобы открыть ответный огонь.

### Уничтожение бригады Колборна
Мушкетный поединок, происходящий между бригадой Колборна и левым флангом Жирара, был настолько интенсивным, что обе стороны дрогнули. Ряды французов начали рваться, удерживаемые на месте только офицерами, саблями загоняющих обратно желающих отступить. Левая часть бригады Колборна, атакуемая ружейным огнём и картечью пушек Жирара, пытались пойти в штыковую атаку, но она не увенчалась успехом. Справа солдаты Колборна продолжали обмениваться залпами с французами и, видя их колебания, также примкнули штыки и пошли в атаку.

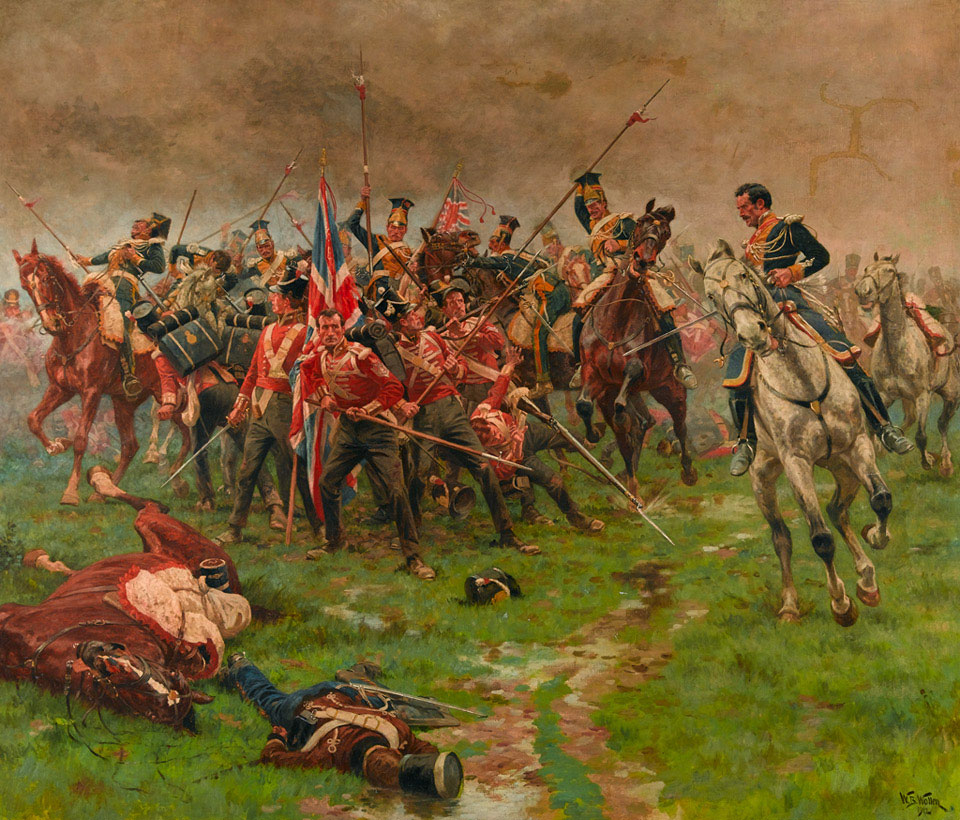
Баффы (3-й полк) защищают свои знамёна. Картина кисти Уильяма Барнса Уоллена

Когда бригада двинулась вперёд, на поле битвы хлынул ливень с градом, тут же сделав мушкеты обеих сторон бесполезными. Под прикрытием непогоды Латур-Мобур послал два кавалерийских полка на открытый правый фланг Колборна. Вспарывая неподготовленную британскую пехоту, 1-й полк вислинских лансеров и 2-й гусарский полк уничтожили первые три полка Колборна. Только последний, 31-й пехотный полк, смог спастись, перестроившись в несколько каре. Кавалерия напала на поддерживающую германскую артиллерийскую батарею Колборна и захватила её орудия (хотя впоследствии все были отбиты назад, кроме одной гаубицы).
Захватив пять полковых знамён и восемь пушек, уланы пронеслись мимо 31-го полка, рассеяв силы Бересфорда, и атаковали шеренги Зайса с тыла. Несмотря на это, Зайс продолжал вести огонь по Жирару. К этому времени ливень прекратился, и Ламли, командующий конницей Бересфорда, наконец смог справиться с уроном, нанесённым французской и польской кавалерией. Он послал две эскадрона 4-го драгунского полка, чтобы отогнать уланов, что и было сделано; но британские солдаты, в свою очередь, были изгнаны свежим гусарским полком, посланным Латур-Мобуром для прикрытия отступления лансьеров. 29-й пехотный полк (передовой полк второй бригады Стюарта) открыл огонь по рассеявшимся лансьерам. В основном их залп не достиг своей цели, и вместо этого попал в задние ряды людей Зайса. Испанцы, тем не менее, стояли твёрдо; вполне вероятно, что именно их действия спасли армию союзников от разгрома.
Некоторые британские источники утверждают, что польские кавалеристы отказывались принимать капитуляцию британской пехоты и намеренно добивали лежащих раненых. По преданию британская 2-я дивизия после Ла-Альбуэра поклялась не щадить поляков. По словам Бересфорда, из 1258 человек, потерянных в первых трёх полках Колборна, 319 были убиты, 460 были ранены и 479 взяты в плен. Согласно отчёту Сульта, у вислинских уланов из 591 человек погибли 130.

### Судьба бригады Хоутона
Боевые действия на время приостановились, поскольку обе стороны стремились перегруппироваться. Дивизия Жирара значительно пострадала в битве с Зайсом, а действия Колборна, хотя и в конечном итоге имевшие катастрофические последствия, привели к значительным потерям среди французов. Жирар посчитал свою дивизию небоеспособной и поставил на её место 2-ю дивизию Газана. Продвигаясь в колонне, батальоны Газана должны были продираться через остатки отступающих частей Жирара. Многие из оставшихся в живых из 1-й дивизии были снова включены в колонну Газана, которая в результате превратилась в дезорганизованную массу из 8000 человек. Последовавшие за этим нарушение строя и задержки дали союзникам время перестроить свои собственные шеренги. Бересфорд разместил бригаду Дэниела Хоутона позади Зайса, а силы Эберкромби в тылу Бальестероса, затем двинул их вперёд, чтобы они сменили испанцев. Джозеф Мойл Шерер, офицер, служащий при Эберкромби, рассказывал, как молодой испанский офицер подъехал к нему и «умолял меня … объяснить англичанам, что его соотечественники не спасались бегством, а выполняли приказ отступить».
После этого перерыва началась вторая фаза битвы — ещё более кровавая, чем первая. Французы успели только развернуть стрелковую шеренгу против бригады Эберкромби, поэтому вся тяжесть новой атаки пала на отряд Хоутона. Несмотря на то, что к ним присоединился единственный боеспособный в бригаде Колборна 31-й пехотный полк, наступающим войскам французов противостояли всего 1900 человек. Три батальона Хоутона понесли огромные потери: из 95 офицеров и 1556 рядовых были убиты и ранены 56 офицеров и 971 рядовых.
Обычно в дуэли между шеренгой союзников и французской колонной решающим фактором являлась бо́льшая плотность огня, создаваемого шеренгой (где все оружия одновременно могли обстреливать фронт и фланги узкой колонны). Однако в этот раз у французов была мощная артиллерийская поддержка. Компенсируя с запасом недостаток огневой мощи своей пехоты, Жирар вывел орудия на расстоянии всего около 300 метров от шеренги Хоутона — достаточно близко, чтобы устроить анфиладный обстрел шрапнелью и картечью. В начале этого боя полковник Уильям Инглис из 57-го пехотного полка был ранен выстрелом из французской артиллерии. Он отказался быть перенесённым в тыл и лежать рядом со знамёнами; на протяжении всей битвы он спокойным голосом повторял: «Стой до конца, 57-й, стой до конца!». Так 57-й полк получил своё прозвище «Стойкие» (Die hards).
Во время этого общевойскового боя бригада Хоутона потеряла две трети состава. Сам командующий бригадой был убит, и по мере того, как число жертв росло, тающая шеренга британцев уже больше не могла противостоять атакующей колонне французов. Однако те тоже не могли реализовать своё численное преимущество; огонь британцев делал своё дело, и Жирар потерял в схватке уже 2000 человек. Он пытался переформировать свою громоздкую колонну в шеренгу, чтобы использовать всю свою огневую мощь для сдерживания и уничтожения бригады Хоутона, но его роты постоянно отбрасывались обратно в колонну интенсивным британским огнём.
В этой части битвы роль 57-го полка, защищающего свои позиции в полном порядке и не отступающего ни на шаг перед французским натиском, была решающей. В своём послании Бересфорд отметил, что «наши погибшие, особенно 57-й полк, лежали, как и сражались, в строю; все раны были только спереди».

### Отступление Сульта

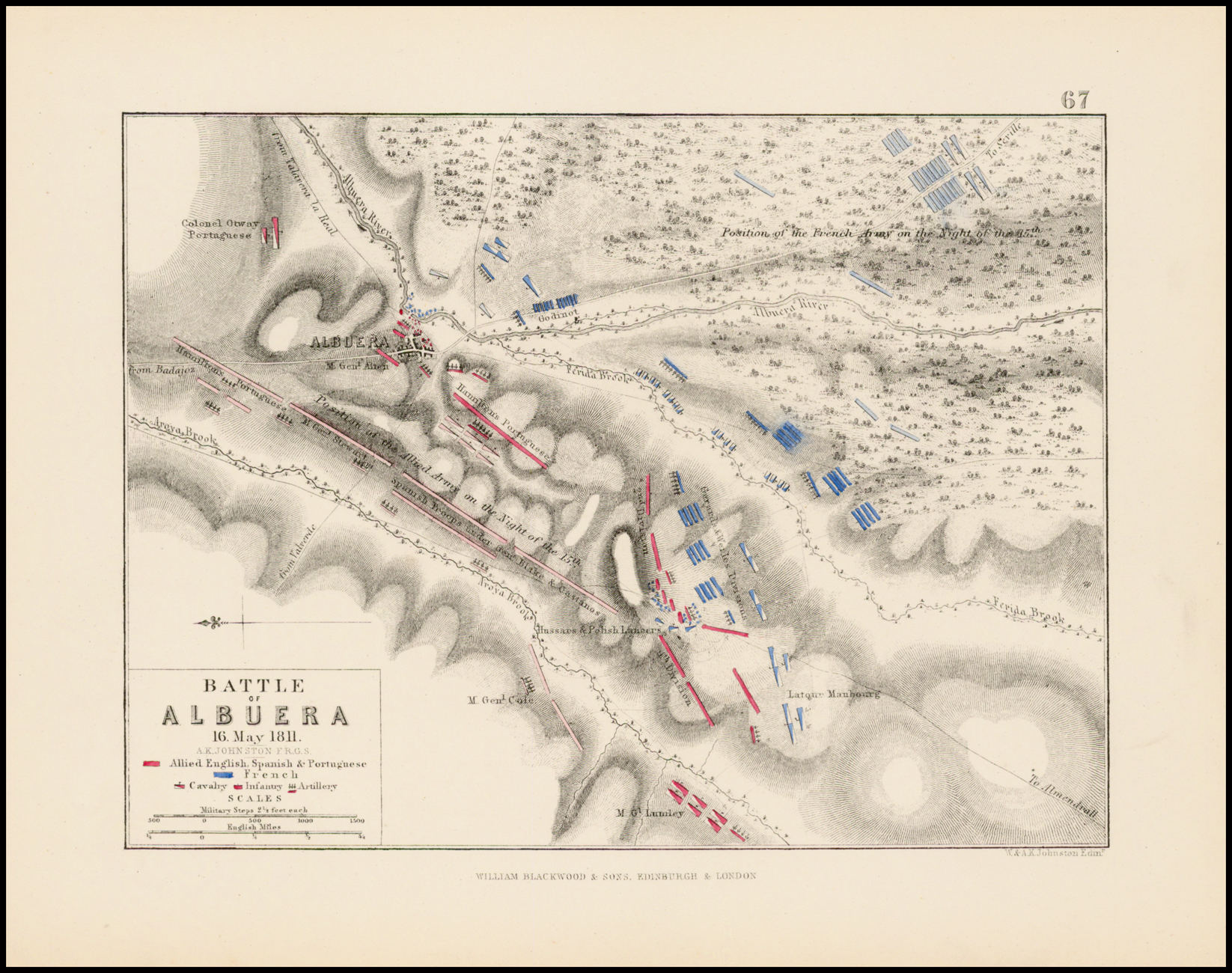
Карта битвы, из «Истории Европы» Элисона

Несмотря на атаки французов, результат битвы был ещё далеко не ясен. В запасе у Сульта была бригада Верле размером с дивизию; кроме того, бо́льшая часть конницы Латур-Мобура ещё не была задействована. Однако присутствие свежей 4-й дивизии Коула, всё ещё стоящей в готовности за эскадронами Ламли, похоже, убедило Сульта не использовать свою кавалерию. В последующем послании к Императору Сульт утверждал, что только в этот момент он узнал, что Блейк присоединился к Бересфорду, и что он имеет дело с гораздо б́ольшими силами союзников, чем ожидалось. Маршал, переиграв союзников своей фланговой атакой, перешёл в оборону: кавалерии было отказано в разрешении атаковать, а Верле остался в резерве.
На стороне союзников Бересфорд также действовал весьма нерешительно. Стремясь укрепить силы Хоутона и Эберкромби, он попытался задействовать независимую бригаду де Эспаны, но те отказались идти в пределы досягаемости французских ружей. Оставив подразделение Коула на месте (по словам Бересфорда, чтобы защитить фланг союзников от дальнейшей кавалерийской атаки, хотя Веллингтон считал, что Бересфорд фактически обеспечивал себе путь к отступлению), Бересфорд вместо этого призвал португальскую дивизию Гамильтона. Но Гамильтон уже был возле Ла-Альбуэра, чтобы поддержать фон Альтена в отражении атак Годино, и потребовалось немало времени, чтобы приказы достигли его. Бригады Гамильтона начали двигаться только через полчаса после отправки приказа. Когда под усиливающимся давлением французов потери его правого фланга начали расти, Бересфорд наконец послал за германцами фон Альтена и отправил 3000 испанцев в Ла-Альбуэра, чтобы держать там оборону. Фон Альтен поспешно перегруппировался и двинулся на юг к правому флангу союзников, но Годино взял Ла-Альбуэра раньше, чем туда прибыли испанцы, обнажив ещё один фланг союзников.
Именно в этот критический момент генерал Коул сделал решающий ход битвы. Стоя без дела по приказу Бересфорда, он, тем не менее, рассматривал возможность наступления на левый фланг французов, но опасался перебрасывать свою пехоту через открытую местность на виду у 3500 французских кавалеристов. Он наконец решился, когда полковник Генри Гардиндж, генерал-квартирмейстер португальской армии, подъехал к нему и призвал немедленно наступать. После краткого обсуждения с Ламли Коул начал перестраивать своё подразделение из колонны в шеренгу. Помня об опасности, которую представляли собой всадники Латур-Мобура, Коул с двух сторон окружил свою шеренгу подразделениями в колонне: справа сосредоточились лёгкие роты дивизии, в том числе из бригады Кеммиса, в то время как первый батальон Лузитанского легион занял позицию слева. Ламли построил всю кавалерию союзников сзади и справа, сопровождая её батареей конной артиллерии, и вся эта масса людей, около 5000 пехотинцев, двинулась на левый фланг V-го корпуса.
Вид приближающихся союзников заставил Сульта действовать — если бы дивизия Коула не была остановлена, поражение было бы неизбежным. Он послал четыре полка драгунов Латур-Мобура, чтобы атаковать португальскую часть линии Коула, и направил весь резерв под командованием Верле на защиту фланга V-го корпуса. Драгуны обрушились на португальскую бригаду Харви, надеясь уничтожить её так же, как ранее уничтожили Колборна. Однако неопытный португалец выстоял и отогнал кавалерию, даже не перестраиваясь в каре. После того, как драгуны Латур-Мобура были отбиты, они больше не атаковали дивизию Коула, и шеренга союзников двинулась дальше. Бригада фузилёров и Лузитанский легион, находившиеся слева, вскоре столкнулись с бригадой Верле, которая превосходила их численностью вдвое. Несмотря на такое преимущество, Верле сформировал свои девять батальонов в три колонны и не мог задействовать столько же мушкетов, сколько союзники. Последовали три отдельные полковые перестрелки, когда 23-й полк Королевских уэльских фузилёров и два батальона 7-го полка фузилёров каждый атаковали по одной колонне французов. Во время перестрелки французы снова попытались перестроиться в шеренгу, но, как и прежде, сосредоточенный огонь союзников помешал этому. После 20-30 минут ожесточённой схватки они наконец не выдержали и бежали. Фузилёры потеряли более половины своего состава, главным образом из-за артиллерийского огня, в то время как бригада Верле потеряла 1800 человек; сам Верле был убит.
Тем временем Эберкромби развернул свою бригаду, чтобы повернуться лицом к правому флангу окружённого V-го корпуса, и атаковал; солдаты Жирара и Газана бежали в тыл, присоединяясь к беглецам из бригады Верле. 4-я дивизия союзников и часть 2-й дивизии начали преследовать отступающих французов, на что Бересфорд воскликнул: «Стойте! Остановите пятьдесят седьмую; будет грехом позволить им продолжать!» Впрочем, это предостережение оказалось излишним: Латур-Мобур быстро выдвинул свою кавалерию между бегущей французской пехотой и преследующими их дивизиями союзников; прервав погоню, англичане и португальцы заняли отвоёванные высоты. Сульт также двинул в бой свой последний резерв — два гренадерских батальона, — чтобы прикрыть отступление, и хотя они сильно пострадали от артиллерийского огня союзников, вместе с кавалерией они способствовали окончанию битвы. После некоторой задержки Бересфорд собрал три португальские бригады и отбросил гренадеров назад, но к этому времени Сульт построил свою артиллерию в шеренгу напротив союзников, и Бересфорд больше не рискнул наступать.
В качестве постскриптума к битве, германцы фон Альтена, которые не успели присоединиться к южному фронту, вернулись в Ла-Альбуэра и выгнали оставшиеся французские войска из деревни. После шести или семи часов ожесточённого сражения битва подошла к концу.

## Итоги
Утром 17 мая обе стороны снова построились. Приказы Бересфорда свидетельствуют, что он отступил бы, если бы Сульт начал наступать. Весь день Сульт удерживал позицию, чтобы успеть организовать транспортировку раненых в Севилью. Для Бересфорда не было очевидно, что шанс продолжения Сультом битвы слишком мал, даже когда бригада Кеммиса в 1400 человек (ранее находившаяся на северном берегу Гвадианы) присоединилась на рассвете к армии союзников. У Бересфорда также были относительно невредимые португальские дивизии, германские легионеры фон Альтена и несколько испанских батальонов, готовых к бою; напротив, у Сульта только бригада Годино и кавалерия Латур-Мобура были в состоянии сражаться. Новости о том, что Веллингтон идёт к Элвашу с ещё двумя дивизиями, ускорили решение маршала отступить, а также убедили Бересфорда не начинать преждевременное наступление на превосходящую артиллерию и конницу Сульта.
Сульт ушёл перед рассветом 18 мая, оставив союзникам несколько сотен раненых для лечения, а Бересфорд, несмотря на большое численное преимущество и дневной отдых, тем не менее не смог его преследовать. В битве было столько раненых, что спустя два дня тела павших британских солдат всё ещё не были убраны. Часовня в Ла-Альбуэра была заполнена ранеными французами, а мёртвые лежали разбросанными по полю битвы. По соотношению количества участников и потерь битва при Ла-Альбуэра была самой кровопролитной за всю Пиренейскую войну.
Потери обеих сторон были ужасающими, и хотя Сульт не смог добиться своей цели и снять осаду Бадахоса, ни одна из сторон не продемонстрировала достаточной воли для достижения окончательной победы. Союзники потеряли 5916 человек: 4159 британцев, 389 португальцев и 1368 испанцев. В своём отчёте от 21 мая 1811 года Сульт оценил потери британцев в 5000 человек и 800-1000 пленных; потери испанцев как 2000 с 1100 захваченными; португальцев — 700-800. Жертвы со стороны французов установить сложнее — Сульт первоначально объявил о 2800 погибших в своём рапорте Наполеону, но официальные данные, представленные 6 июля, увеличили эту цифру до 5936. Британские историки оспаривают её, сравнивая данные Сульта о 241 погибших офицерах с данными о 362 выживших. Сэр Чарльз Оман экстраполировал эти цифры, чтобы получить общее число французских потерь, которое он оценил примерно в 7900 человек. Для сравнения, французские историки Жак Виталь Белма и Эдуард Лапен оценивают потери Сульта в 7000 человек. Некоторые из погибших в битве британцев, в том числе генерал-майор Дэниел Хоутон, похоронены на британском кладбище в Элваше.
Рассматривая отчёт Бересфорда, Веллингтон был недоволен его унылым тоном и прокомментировал сотруднику штаба: «Так не пойдёт. В Англии будут в бешенстве. Напишите, что мы победили». Отчёт был должным образом переписан, хотя Веллингтон в частном порядке признал, что ещё одна такая победа уничтожит его армию. Сульт, исходя из более высоких потерь союзников, также претендовал на «знаменательную победу». Он щедро воздал должное стойкости союзных войск, написав: «Этих воинов невозможно победить, несмотря на их генералов. Я всегда думал, что они плохие солдаты, теперь я уверен в этом. Я опрокинул их правый фланг, пронзил центр, и всюду победа была моей — но они просто не знали, как отступать!». Кроме того, Британская палата общин одобрила ходатайство о выражении благодарности испанским войскам за стойкость — честь, которая редко оказывалась союзникам Великобритании во время наполеоновских войн.

## Последствия
Хотя ему не удалось снять осаду Бадахоса, кампании Сульта удалось временно её ослабить. 12 мая Бересфорд, узнав, что Сульт достиг Льерены, приказал прекратить осаду, а к ночи 13-го осадный обоз, артиллерия и припасы были перевезены в Элваш; всё, что не смогли забрать, было сожжено. Генерал Филиппон, командир гарнизона, воспользовался возможностью сделать вылазку и уничтожил окружающие его траншеи союзников. 18 мая Бересфорд отправил португальское подразделение Гамильтона вместе с кавалерией обратно в Бадахос. Демонстративное окружение Бадахоса было возобновлено на следующий день, но Сульт прекрасно знал, что Бересфорд больше не может нанести урон Бадахосу. В июне 1811 года к корпусу Бересфорда присоединилась полевая армия Веллингтона, но время быстро истекало. Французская армия Португалии, теперь вновь под командованием маршала Огюста Мармона, объединилась с Южной армией Сульта, и Веллингтон был вынужден отвести своё войско в 44 000 человек через границу к Элвашу. 20 июня объединённые французские войска, более 60 000 человек, сняли осаду.
Битва при Ла-Альбуэра мало повлияла на общий ход войны, но она показала, что британские и испанские войска могут сражаться вместе. С другой стороны, англо-испанские политические отношения после битвы серьёзно пострадали. Веллингтон возложил бо́льшую часть вины за потери на Блейка, в то время как сообщение, зачитанное в испанских кортесах, подразумевало, что британцы играли лишь незначительную роль в сражении, несмотря на их намного более высокие потери.

## Память
Название «Альбуэра» присутствует как воинская почесть на знамёнах Королевского полка принцессы Уэльской, являющегося преемником 57-го полка Западного Мидлсекса. 57-й и его непосредственный преемник, Мидлсекский полк (образованный после объединения Западного Миддлсекского и Восточного Мидлсекского полков), носили прозвище «Стойкие» в честь слов полковника Инглиса во время битвы "Die hard!".
Эпическая поэма лорда Байрона «Паломничество Чайльд-Гарольда» упоминает битву:

О, поле скорбной славы, Альбуера!

Среди равнин, где шпорит Чайльд коня,

Кто знал, что завтра зла свершится мера,

Что на заре твой сон прервёт резня.

Мир мёртвым! В память гибельного дня

Им слёзы горя, им венец героя!

Так славьтесь же, в преданиях звеня,

Пока, могилы новым жертвам роя,

Их сонмы новый вождь не кинет в ужас боя.
Оригинальный текст (англ.)
O Albuera, glorious field of grief!

As o'er thy plain the Pilgrim pricked his steed,

Who could foresee thee, in a space so brief,

A scene where mingling foes should boast and bleed.

Peace to the perished! may the warrior's meed

And tears of triumph their reward prolong!

Till others fall where other chieftains lead,

Thy name shall circle round the gaping throng,

And shine in worthless lays, the theme of transient song.

Дата 16 мая отмечается как «День Мидлсекса», день графства Мидлсекс, в честь действий 57-го Западного Мидлсекского полка в Ла-Альбуэра.